# Старият режим и революцията
„Старият режим и революцията“ (на френски: „L'Ancien Régime et la Révolution“ (1856)) е преведена на български творба на френския историк Алексис дьо Токвил. Книгата дава анализ на френското общество преди Френската революция, т.нар. Стар ред, и изследва причините и влиянията, които довеждат до Революцията. Това е една от първите исторически творби за Френската революция. В тази книга Токвил развива основната си теория за Френската революция, теорията за последователността, в която се твърди, че дори французите да опитват да се разделят с миналото си и стария абсолютен режим, рано или късно пак се връщат към едно силно национализирано управление.

## Старият режим и Френската революция (Хиатус)
Целта на Френската революция не е да отнеме суверенитета на религиозната вяра (църквата) или да създаде състояние на постоянно безредие (анархия). По същество, това е движение за политическа и социална реформа, която да увеличи силата и правосъдието на централната власт. Революцията никога не е имала за цел да промени цялостната природа на традиционното ни общество. Ръководещото дълготрайно постижение на Френската революция е потъпкване на тези политически институции, всеобщо описвани като феодални, които в продължение на много векове господстват в повечето европейски страни. Революцията държи да ги замени с нов социален и политически ред, основан на идеята за егалитаризма.
В творбата си, Токвил прави някои ключови предположения, от които три остават най-забележими. Първо, той набляга на това, че дори французите да се опитват да се доближат до промяната от Революцията, те прибягват към характеристики, наблюдавани преди това, понеже не могат да не ги използват като образец. Особен е и фактът, че също искат да премахнат старата система, на която е сложен краят току-що, както е и преди – силна държава, парадоксално, защото е единственото нещо, което може да унищожи старата система и дотогава поддържания ред. Така много неща от старата система трябва да се запазят, за да спомогнат за разрушението ѝ. Това, според Токвил, е причината, поради която французите оставят нещата да бъдат такива, каквито са били преди, въпреки че се опитват да променят всичко.
Второ, неведнъж Токвил набляга на това, че ако хората искат свобода не заради себе си, а заради други цели, по-скоро за техен материален интерес, е малко вероятно тази свобода да не се превърне в деспотична форма на управление, където всеки може да бъде свободен да способства за материалния си интерес, но няма да притежава политическа свобода. Така той се съгласява, че ако материалното, егоистично държание е резултат от това действие, хората могат да гласуват за управление, което им дава икономическа стабилност, дори ако цената, която трябва да се заплати за това, е политическа свобода.
Трето, виждайки труда на Токвил в контекста на Демокрацията в Америка, могат да се приведат доводи, че той вижда Франция като противоположност на Америка. Докато във Франция преди (и след) революцията хората разчитат на централната сила, вместо на това да станат икономически и политически активни, в Щатите политическата дейност се случва на „народно“ ниво. Там частно индивидите оформят икономическия и политическия живот, докато във Франция тази дейност се изпълнява от бюрократичната машина.